# Église Sainte-Marguerite de Margerie
L'église de Margerie est une église romane construite au XIIIe siècle, dédiée à sainte Marguerite et située à Margerie-Hancourt dans la Marne.

## Historique
Une église dédiée à sainte-Marguerite est citée lors de la donation en 1080 par Guarin, comte de Rosnay, d'une église à l'abbaye de Cluny.
Elle est bâtie sur l'emplacement de l'ancien prieuré bénédictin qui jouxtait l’édifice.
L'entrée se fait par une tour-porche, mais l'aspect remarquable est le chœur et la croisée de transept. Sur un plan presque carré, les bras s'ouvrent par une arcade double sur une voûte sexpartite. Ce transept double est très semblable à celui de l'abbaye de Saint-Jean-aux-Bois. Les baies du chœur sont proches de celles de l'abbaye d'Orbais.
Elle est classée aux monuments historiques depuis 1862.